# كازانوفا بيت لحم
كازانوفا بيت لحم هو بيت ضيافة تراثي يقع في بيت لحم، فلسطين. قام بتصميمه المعمار مرقص نصار في عام 1904، بالقرب من كنيسة المهد، حيث أُقيم في مكان مقبرة اللاتين الملاصقة لدير الآباء الفرنسيسكان، ليُستخدم لاستقبال الحجّاج المسيحييّن. ولقد تمت استضافة البابا فرنسيس فيه أثناء إقامته في بيت لحم خلال زيارته لفلسطين في 2014.
تجدر الإشارة إلى أنه يوجد في فلسطين عدة دور ضيافة تراثيّة أُنشئت تحت اسم كازانوفا إلى جانب هذا المبنى، كما في القدس والناصرة وطبريا وغيرها.

## التصميم
يتميز كازانوفا بيت لحم بعمارة خارجيّة مُلفتة، حيث استخدم المصمم الحجر الوردي الأحمر في جدرانه، كما أنه مُزين الأركان والشبابيك بالحجر المزّي الحلو الأبيض.  لقد عمل المصمم أيضًا على أن يكون تصميم الفندق متماشيًا مع تصميم الدير الملاصق له، فكانت  الممرات القديمة والجديدة داخل البناية متوازيّة ومتّصلة ببعضها كأنها منها وبها. أما الأبواب والشبابيك، فقد جاء حجمها وشكلها متطابقًا مع حجم وشكل أبواب وشبابيك الدير القديم. ويضم بيت الضيافة هذا 93 غرفةً موزعة على 4 طوابق.

## وصلات خارجية
- العمارة في بيت لحم | مركز المعلومات الوطني الفلسطيني